# 하트 (음악 그룹)
하트는 2016년부터 2017년까지 존재했던 대한민국의 걸그룹이다. 2016년 싱글 1집 《주르륵》으로 데뷔했다.

## 음반
- 주르륵 (2016)